# Рибковський Павло Володимирович
Павло Володимирович Рибковський (нар. 12 липня 1989 року в Луцьку) — український футболіст, захисник «Арсенала» (Біла Церква).
У вищій лізі чемпіонату України дебютував 30 жовтня 2005 року в матчі проти «Кривбасу». Усього за «Волинь» зіграв 51 гру, забив 2 голи.